# Karl Storck
Karl Storck (ur. 21 maja 1826 w Hanau, zm. 30 marca 1887 w Bukareszcie) – niemiecko-rumuński rzeźbiarz.

## Życiorys
W 1847 wyjechał na studia rzemiosła artystycznego do Paryża, skąd wrócił podczas rewolucji w 1848, później studiował 9 miesięcy. Następnie na zaproszenie Josefa Rescha wyjechał do Bukaresztu, gdzie odbył podróż po Dunaju i podjął pracę w warsztacie wyrabiającym biżuterię, został sztukatorem i kamieniarzem, od 1851 pracował w warsztacie tynkarskim w Hamburgu-Altona, gdzie tworzył ozdoby rzeźbiarskie i dekoracje gipsowe. W 1852 poślubił Annę Clarę Ihm pochodzącą również z Hanau. Od 1857 studiował rzeźbiarstwo w Wiedniu, potem w Monachium, później wrócił do Rumunii, gdzie od 1867 wykładał rzeźbę w szkole sztuk pięknych w Bukareszcie (utworzonej w 1864). Rzeźbił w marmurze, drewnie i terakocie. W 1870 odbył podróż studyjną do Wiednia i Florencji. Rzeźbił głównie pomniki, w tym monumentalne, m.in. Michała Kantakuzena (1869), księżnej Balasa (1881) i Anny Davilla (1882). Poza tym tworzył popiersia, m.in. T. Amana, C.A. Rosettiego i Michała Walecznego, zaprojektował fryz gmachu uniwersytetu w Budapeszcie i wiele pomników w Bułgarii (w tym pomnik upamiętniający wojnę o niepodległość Bułgarii z 1877 i rolę rumuńskiej i rosyjskiej armii w wyzwalaniu Bułgarii spod tureckiej okupacji). Tworzył też rzeźbę nagrobną i snycerskie dekoracje cerkwi, a pod koniec życia terakotowe figurki o tematyce rodzajowej, m.in. Pastuszek. 27 stycznia 1887 otrzymał rumuńskie obywatelstwo. Wkrótce potem zmarł na zator płucny.